# Yasin Bey
Yasin Bey (Karadeniz Powership 23, KPS23) — плавуча електростанція, створена на замовлення турецької компанії Karadeniz Energy (входить до складу Karadeniz Holding).

## Характеристики
Судно, призначене для перевезення генеральних вантажів, спорудили у 2000 році як CEC Atlas на китайській корабельні Dalian Shipyard у Даляні. Першим власником стала зареєстрована на Багамах компанія Explorer One Shipping, яка також використовувала судно під назвами Industrial Atlas, Atlas, TMC Atlas та Nirint Atlas. В 2004-му корабель придбала німецька Beluga Shg. GmbH, під орудою якої він працював під назвами Beluga Intonation (з поверненням на певний час до назви Nirint Atlas) та HR Intonation.
У 2016-му судно потрапило до турецької Karadeniz Holding, яка наприкінці 2000-х почала формування першого у світі флоту плавучих електростанцій. Останні мають надавати послуги країнам, що потерпають від енергодефіциту, на період до спорудження останніми постійних генеруючих потужностей. Судно перейменували на Yasin Bey та переобладнали на стамбульській корабельні Sedef Shipyard. Yasin Bey обладнали 6 генераторними установками на основі двигунів внутрішнього згоряння Wartsila типу 18V50A, які через котли-утилізатори живлять дві парові турбіни. Загальна потужність станції складає 125 МВт. Як паливо станція може використовувати нафтопродукти та природний газ.

## Служба судна
Першим завданням для Yasin Bey стала робота за п'ятирічним контрактом з індонезійською державною електроенергетичною компанією PT Perusahaan Listrik Negara. У лютому 2017-го судно відпливло зі Стамбулу, а у квітні почало роботу в індонезійському порту Амбон на однойменному острові, де воно покриває 80 % потреб в електроенергії. У цьому випадку як паливо використовують нафтопродукти.